# Marine de Carné-Trécesson
Marine de Carné-Trécesson (* 28. Dezember 1963) ist eine französische Diplomatin. Sie ist gegenwärtig Botschafterin ihres Landes im Fürstentum Monaco.

## Werdegang
De Carné studierte Politikwissenschaft am Institut d’études politiques de Paris und trat 1987 in den diplomatischen Dienst ein. Neben Tätigkeiten in der zentralen Verwaltung, arbeitete sie 1990–1992 sowie 2007–2010 bei der ständigen Vertretung Frankreichs bei der Europäischen Union in Brüssel, 1997–2001 bei der ständigen Vertretung bei den Vereinten Nationen in New York und anschließend bis 2004 bei der Botschaft bei der italienischen Regierung (Rom – Quirinal).
Von 2010 bis 2013 war de Carné an das Umweltministerium abgeordnet, wo sie als Unterdirektorin im Bereich Klimawandel und Nachhaltige Entwicklung tätig war. Anschließend wirkte sie als Botschafterin in den Bereichen Bioethik und soziale Unternehmens-Verantwortung.
Seit September 2017 leitet de Carné die französische Botschaft in Monaco.
De Carné spricht neben ihrer Muttersprache englisch, deutsch, italienisch und portugiesisch.

## Ehrungen
- Ritter des französischen Nationalverdienstordens
- Ritter der Ehrenlegion